# The Visible Man
The visible man es el undécimo álbum de David Byrne editado en 1998.
El disco contiene 9 remixes de 6 temas del anterior trabajo de estudio de David Byrne, Feelings. Solamente se lanzaron 5.000 copias en formato CD, y la mayoría de ellos fueron vendidos durante la segunda mitad de la gira de Feelings.

## Lista de canciones
1. Fuzzy Freaky (Remezclado por DJ Food)
2. Fuzzy Freaky (Remezclado por Mark Walk & Ruby)
3. Wicked Little Doll (Remezclado por New Kingdom)
4. Dance on Vaseline (Remezclado por Thievery Corporation)
5. You Don't Know Me (Remezclado por B-Boy 3000)
6. You Don't Know Me (Remezclado por Lloop)
7. Miss America (Remezclado por Cecco Music)
8. Miss America (Remezclado por Mark Saunders & DB)
9. Amnesia (Remezclado por Rea Mochiach)

- Datos: Q5854495